# Antònia Singla Contreras
Antònia Singla Contreras   (Barcelona, 1948) coneguda artísticament com La Singla, va ser una bailaora de flamenc catalana. Nascuda al barri del Somorrostro de Barcelona, malgrat la seva sordesa, va aconseguir un èxit internacional notable en el món del flamenc. En el moment culminant de la seva carrera, va desaparèixer de l'escena pública.
Va començar la seva carrera als 12 anys ballant en tavernes de Barcelona. El 1960, va participar en el projecte Festival Flamenc Gitano que va fer gires per Europa i Amèrica. Va fer la seva primera actuació a Berlín on va aconseguir més fama internacional que a Espanya. El 1963, va actuar com a actriu i ballarina a la pel·lícula Los Tarantos de Francesc Rovira Beleta, nominada a l'Oscar a la millor pel·lícula de parla no anglesa el 1964.